# Ratramnus
Latinos névformában Corbie-i Ratramnus (franciául: Ratramne de Corbie), eredetileg valószínűleg Bertram (800 körül – 868 körül) középkori francia bencés rendi szerzetes, egyházi író.

## Élete és művei
Életéről nem sok adat ismert, elsősorban – részben II. Károly nyugati frank király kérésére írt – műveivel vált nevezetessé. A De corpore et sanguine Domini az eucharisztia témakörét vizsgálja, és nagy hatással volt a reformáció után a protestáns hívőkre is gondolataival. Ugyanakkor kiemelendő, hogy Ratramnus ugyan nem fogadta el a római katolikus egyház nézetét az oltáriszentséggel kapcsolatban, de véleménye nem egyezik teljesen a kálvini magyarázattal sem. Ratramnus több más műve is fennmaradt, így a De praedestinatione et gratia, a 4 könyvből álló Contra Graecorum opposita, a De patru virginis seu nativitate Christi, a Liber de trina Deitate et de anima, és egyéb kisebb írások. A De quantitate animaeban egy beauvais-i szerzetessel száll vitába a fajok és szubsztanciák kérdéséről. Elutasítja ellenfele állítását, hogy szubsztanciája által minden ember egy és ugyanaz volna.

## Művei magyarul
- Paschasius Radbertus – Ratramnus: Az Úr testéről és véréről (ford. Rokay Zoltán), Budapest, Kairosz Kiadó, 2001, ISBN 978-963-930-298-3, 226 p.